# Daniela Romo
Daniela Romo, cujo verdadeiro nome é Teresita Presmanes Corona (Cidade do México, 27 de agosto de 1959) é uma cantora e atriz mexicana.

## Biografia
Aos 11 anos ingressou no coro do grupo mexicano dos Hermanos Zavala onde estreou com a obra Contigo pan y cebolla. Posteriormente estudou teatro na Academia Andrés Soler e logo viajou a Los Angeles para estudar canto com Seth Riggs.
Sua estreia nas telenovelas foi em 1978, quando estrelou Ardiente secreto, produzida por Ernesto Alonso. Nesse mesmo ano, estreou como cantora, lançando seu primeiro disco.
Dando continuidade a música, Daniela gravou seu seguinte álbum em 1983, intitulado Amor Prohibido no qual se inclui seu êxito Yo no te Pido la Luna.
Como atriz apareceu em mais telenovelas como No temas al amor (1980) e Déjame vivir (1982), até que lhe chegou o reconhecimento do público e da crítica com El camino secreto (1986), onde também interpreta o tema musical chamado De mí enamórate, o que se converteria em um clássico em sua carreira musical.
Depois seguiram Balada por un amor (1990) e Si Dios me quita la vida (1995). Quando terminou esta última, deu uma pausa em sua carreira de atriz para continuar com sua trajetória como cantora. Em 2001 regressou a TV como antagonista da novela El manantial, junto a Adela Noriega e Mauricio Islas, sob a produção de Carla Estrada. Voltou a interpretar mais uma antagonista em 2005, na novela Alborada, onde atuou com Lucero e Fernando Colunga.
Em 2009 integrou o elenco da novela Sortilégio.
Em 2010 interpretou a antagonista da novela Triunfo del Amor. Regressou à TV em 2013 na telenovela La tempestad.
Em 2012, foi diagnosticada com câncer de mama.
Em 2014 fez uma participação especial na telenovela Mi corazón es tuyo, interpretando ela mesma.
Em 2016 atuou na novela de grande sucesso no México El hotel de los secretos ao lado de nomes como Diana Bracho, Erick Elías, Irene Azuela , entre outros.
Em 2017 foi confirmada no elenco da telenovela En tierras salvajes interpretando a autoritária matriarca da familia Otero, onde contracenou com Claudia Álvarez, Horacio Pancheri e novamente com Diego Olivera, entre outros, fazendo par romântico com César Évora. Em 2018 volta aos palcos teatrais estrelando a versão mexicana da peça da Broadway "Hello Dolly!". A peça foi altamente elogiada pela crítica, ganhando vários prêmios, incluindo melhor musical e melhor atriz de musical.
Foi uma das protagonistas da nova novela de Rosy Ocampo: Vencer el desamor, desde outubro de 2020.

## Vida pessoal
Daniela Romo decidiu não ter filhos com o intuito de priorizar sua carreira artística.

## Filmografia

### Televisão
| Ano  | Título                             | Personagem                           | Notas                             |
| ---- | ---------------------------------- | ------------------------------------ | --------------------------------- |
| 1978 | Ardiente secreto                   | Mariana                              |                                   |
| 1979 | Los lunes de Domeq                 | Apresentadora                        |                                   |
| 1979 | Disco Risas                        | Apresentadora                        |                                   |
| 1979 | El enemigo                         | Isabel                               |                                   |
| 1980 | No temas al amor                   | Alejandra                            |                                   |
| 1980 | Noche a noche                      | Apresentadora                        |                                   |
| 1982 | Déjame vivir                       | Estrella                             |                                   |
| 1984 | Un, dos, tres... responda otra vez | Apresentadora                        |                                   |
| 1986 | El camino secreto                  | Gabriela Guillén/ Martha             |                                   |
| 1989 | Balada por un amor                 | Brianda Portugal                     |                                   |
| 1995 | Hoy con Daniela                    | Apresentadora                        |                                   |
| 1995 | Si Dios me quita la vida           | María Sánchez Amaro                  |                                   |
| 2000 | A Millón                           | Apresentadora                        |                                   |
| 2001 | El manantial                       | Margarita Inzunza Fonseca de Ramírez |                                   |
| 2002 | Las vías del amor                  | Leticia "Lety" Fernández Valencia    |                                   |
| 2003 | La hora pico                       | Nacaniela Romo / Sansona             | Episódio: "Invitada Daniela Romo" |
| 2005 | Alborada                           | Doña Juana Arellano Vda. de Manrique |                                   |
| 2007 | Amor sin maquillaje                | Fernanda Duarte                      |                                   |
| 2008 | Mujeres asesinas                   | Cristina Franco                      | Episódio: "Cristina, rebelde"     |
| 2009 | Sortilégio                         | Victoria Vda. de Lombardo            |                                   |
| 2010 | Triunfo del amor                   | Bernarda Montejo Vda. de Iturbide    |                                   |
| 2012 | Qué bonito amor                    | Ela mesma                            |                                   |
| 2013 | Lo que más quieres                 | Apresentadora                        |                                   |
| 2013 | La Tempestad                       | Mercedes Artiga                      |                                   |
| 2014 | Meu Coração é Teu                  | Ela mesma                            | Episódio: "5 de dezembro de 2014" |
| 2016 | El hotel de los secretos           | Ángela Gómez Vda. de Salinas         |                                   |
| 2017 | En tierras salvajes                | Amparo Rivelles de Otero             |                                   |
| 2020 | Vencer el miedo                    | Bárbara Albarrán de Falcón           |                                   |
| 2020 | Vencer el desamor                  | Bárbara Albarrán de Falcón           |                                   |
| 2024 | Amor amargo                        | Leonor Grajales de San José          |                                   |

### Cinema
- Tres mujeres en la hoguera (1976): Peggy (no aparece en los créditos)
- La casa del pelícano (1976): Mariana
- Puerto maldito (1977)
- Te Quiero (1978)
- El año de la peste]] (1978): Laura
- Frontera (1979): Rosy
- Novia, Esposa y Amante (1980): Laura Mendoza
- One Man's Hero (Héroes sin patria) (1999): Marta
- La Boda de Mi Mejor Amigo (2019): Ella misma
- Reinas Sin Corona (2023): Delfinia

## Teatro
| Año     | Obra de teatro           |
| ------- | ------------------------ |
| 2018-19 | Hello Dolly              |
| 2006-08 | Victor/Victoria          |
| 2003    | Cartas de amor           |
| 1999    | La Libélula              |
| 1982    | Nuestro amor de cada día |
| 1978    | El diluvio que viene     |
| 1977    | Ifigenia en Áulide       |
| 1977    | Gypsy                    |
| 1977    | El soldadito de plomo    |
| 1976    | Pastoral navideño        |
| 1972    | Contigo, pan y cebolla   |

Como Diretora
- Hoy con Daniela (1995–1996)
- A millón (2001)
- Lo que más quieres (2013)

## Discografia

### Álbuns
| Ano  | Álbum                            |
| ---- | -------------------------------- |
| 2022 | Que Vengan Los Bomberos          |
| 2020 | Vencer El Desamor                |
| 2018 | Daniela Romo en Hello, Dolly!    |
| 2015 | La voz del corazón               |
| 2013 | Para soñar (edição especial)     |
| 2012 | Para soñar                       |
| 2008 | Sueños de Cabaret                |
| 2007 | Victor Victoria                  |
| 2005 | Es la nostalgia                  |
| 2001 | Ave Fénix                        |
| 1999 | Me vuelves loca                  |
| 1997 | En vivo en el teatro Alameda     |
| 1996 | Un nuevo amor                    |
| 1994 | La cita                          |
| 1992 | De mil colores                   |
| 1991 | Amada más que nunca              |
| 1989 | Quiero amanecer con alguien...   |
| 1987 | Gitana                           |
| 1986 | Mujer de todos, mujer de nadie   |
| 1985 | Dueña de mi corazón              |
| 1984 | Amor prohibido                   |
| 1983 | En Italiano                      |
| 1983 | Daniela Romo                     |
| 1979 | Te pareces mucho a mí/También yo |

### Soundtracks
| Año  | Canción                                                      | Telenovela                               |
| ---- | ------------------------------------------------------------ | ---------------------------------------- |
| 2020 | Vencer el Desamor                                            | Vencer El Desamor (tema de abertura)     |
| 2017 | Te busco, dueto com Leonel García/ Despedida                 | En tierras salvajes                      |
| 2013 | Para soñar con Francisco Céspedes / Pensar en ti com Pandora | La tempestad (tema de encerramento)      |
| 2002 | Las heridas                                                  | Las vías del amor (tema de encerramento) |
| 1995 | Si Dios me quita la vida / Voy                               | Si Dios me quita la vida                 |
| 1989 | Balada por un amor / Quiero amanecer con alguien             | Balada por un amor                       |
| 1986 | De mí enamórate                                              | El camino secreto                        |
| 1983 | Ayer perdí mi corazón                                        | Un solo corazón                          |
| 1982 | Déjame vivir                                                 | Déjame vivir                             |
| 1980 | No temas al amor                                             | No temas al amor                         |

## Prêmios e Indicações
Como Atriz
| Ano  | Festival                                                     | Categoria                                | Trabalho                 | Resultado |
| ---- | ------------------------------------------------------------ | ---------------------------------------- | ------------------------ | --------- |
| 1977 | Prêmio Diosas de Plata                                       | Melhor Revelação Feminina                | Te quiero                | Venceu    |
| 1987 | Prêmio TVyNovelas                                            | Melhor Atriz Protagonista                | El camino secreto        | Indicada  |
| 1987 | Prêmio El Heralde de México                                  | Melhor Atriz                             | El camino secreto        | Venceu    |
| 1990 | Prêmio TVyNovelas                                            | Melhor Atriz Protagonista                | Balada por un amor       | Indicada  |
| 2002 | Prêmio Diosas de Plata                                       | 30 anos de Carreira                      | Homenagem                | Venceu    |
| 2002 | Prêmio TVyNovelas                                            | Melhor Primeira Atriz                    | El manantial             | Venceu    |
| 2002 | Prêmio El Heralde de México                                  | Melhor Atriz em Televisão                | El manantial             | Venceu    |
| 2002 | Prêmios Bravo                                                | Melhor Atriz Antagônica                  | El manantial             | Venceu    |
| 2003 | Prêmio INTE Internacional                                    | Melhor Atriz Coadjuvante                 | El manantial             | Venceu    |
| 2003 | Prêmio El Heralde de México                                  | Melhor Primeira Atriz                    | Las vías del amor        | Venceu    |
| 2004 | Premios de la Agrupación de Críticos y Periodistas de Teatro | Melhor Atriz                             | Cartas de amor           | Venceu    |
| 2004 | Prêmio TVyNovelas da Colômbia                                | Melhor Artista Internacional             | Homenagem                | Venceu    |
| 2005 | Prêmios Palma de Oro                                         | Melhor Atriz Antagônica                  | Alborada                 | Venceu    |
| 2006 | Prêmios Bravo                                                | Melhor Atriz Antagônica                  | Alborada                 | Venceu    |
| 2006 | Prêmio TVyNovelas                                            | Melhor Atriz Antagonista                 | Alborada                 | Venceu    |
| 2006 | Prêmio TVyNovelas                                            | Premio especial por trajetória artística | Homenagem                | Venceu    |
| 2009 | Prêmios Bravo                                                | Melhor Primeira Atriz                    | Sortilegio               | Venceu    |
| 2010 | Prêmio TVyNovelas                                            | Melhor Primeira Atriz                    | Sortilegio               | Venceu    |
| 2010 | Prêmio TV Adicto Golden Awards                               | Melhor Vilã da Década                    | Alborada                 | Venceu    |
| 2011 | Troféu Califa de Oro                                         | Melhor Atriz Antagônica                  | Triunfo del Amor         | Venceu    |
| 2011 | Prêmio People en Español                                     | Melhor Atriz Antagônica                  | Triunfo del Amor         | Indicada  |
| 2012 | Prêmio TVyNovelas                                            | Melhor Atriz Antagonista                 | Triunfo del Amor         | Venceu    |
| 2013 | Prêmio People en Español                                     | Melhor Atriz Coadjuvante                 | La tempestad             | Indicada  |
| 2014 | Prêmio TVyNovelas                                            | Melhor Primeira Atriz                    | La tempestad             | Indicada  |
| 2014 | Prêmios Bravo                                                | Melhor Primeira Atriz                    | La tempestad             | Venceu    |
| 2017 | Prêmio ACE de Nova York                                      | Melhor Atriz Característica              | El hotel de los secretos | Venceu    |
| 2017 | Prêmio TVyNovelas                                            | Melhor Primeira Atriz                    | El hotel de los secretos | Indicada  |
| 2018 | Prêmio TVyNovelas                                            | Melhor Primeira Atriz                    | En tierras salvajes      | Indicada  |
| 2019 | Premios de la Agrupación de Críticos y Periodistas de Teatro | Melhor Atriz de Musical                  | Hello, Dolly!            | Venceu    |

Como Cantora
| Ano  | Festival                    | Categoria                       | Trabalho                       | Resultado |
| ---- | --------------------------- | ------------------------------- | ------------------------------ | --------- |
| 1983 | Prêmio El Heraldo de México | Cantora Revelação               | Daniela Romo                   | Venceu    |
| 1984 | Prêmio El Heraldo de México | Melhor Cantora Internacional    | Daniela Romo                   | Venceu    |
| 1984 | Prêmio TVyNovelas           | Melhor Cantora Revelação        | Daniela Romo                   | Venceu    |
| 1986 | Prêmio El Heraldo de México | Melhor Intérprete               | Mujer de todos, mujer de nadie | Venceu    |
| 1987 | Prêmio TVyNovelas           | Melhor Cantora Feminina em TV   | —                              | Venceu    |
| 1990 | Prêmios Aplauso             | Cantora Femenina Impacto do Ano | —                              | Venceu    |
| 1990 | Prêmio ACE de Nova York     | Melhor Compositora              | Quiero amanecer con alguien    | Indicada  |
| 1990 | Prêmio ACE de Nova York     | Figura Femenina do Ano          | Figura Femenina do Ano         | Venceu    |
| 1990 | Billboard Music Award       | Melhr álbum POP Latino nos EUA  | Quiero amanecer con alguien    | Venceu    |
| 1991 | Prêmio Lo Nuestro           | Álbum Pop do Ano                | Quiero amanecer con alguien    | Indicada  |
| 1991 | Prêmio Lo Nuestro           | Artista Femenina do Amo         | —                              | Indicada  |
| 1992 | Prêmio ACE de Nova York     | Melhor Intérprete do Ano        | —                              | Venceu    |
| 1992 | Prêmio ACE de Nova York     | Melhor Álbum do Ano             | Amada más que nunca            | Venceu    |
| 1992 | Prêmio ACE de Nova York     | Melhor Videoclip                | Todo, Todo, Todo               | Venceu    |
| 1992 | Prêmio Lo Nuestro           | Álbum Pop do Ano                | Amada más que nunca            | Indicada  |
| 1992 | Prêmio Lo Nuestro           | Canção Pop do Ano               | Todo, Todo, Todo               | Indicada  |
| 1992 | Prêmio Lo Nuestro           | Melhor Vídeo Musical Do Ano     | Todo, Todo, Todo               | Venceu    |
| 1992 | Prêmio Lo Nuestro           | Artista Femenina do Ano         | —                              | Indicada  |
| 1992 | Grammy Awards               | Melhor Álbum POP Latino         | Amada más que nunca            | Indicada  |
| 1993 | Prêmio Lo Nuestro           | Artista Femenina do Ano         | —                              | Indicada  |
| 1994 | Prêmio El Heraldo de México | Melhor Disco Pop do Ano         | La cita                        | Venceu    |
| 1994 | Prêmio ACE Argentina        | Melhor Artista Latina Feminina  | —                              | Venceu    |
| 1996 | Prêmio El Heraldo de México | Melhor Compositora              | Un nuevo amor                  | Venceu    |
| 1997 | Prêmio Lo Nuestro           | Melhor Vídeo Musical do Ano     | Matame                         | Indicada  |
| 2012 | Grammy Latino               | Excelência Musical              | Carreira                       | Venceu    |
| 2014 | Prêmios SACM                | 25 anos como Compositora        | Homenagem                      | Venceu    |

Outros Reconhecimentos
- Reconhecida como uma das 15 melhores do programa Siempre en domingo nos anos, 1983, 1984, 1986, 1987, 1988, 1990;
- Em 1993 foi nomeada "Mr. Amigo" em Brownsville, Texas peel comunidade México-Americana dos Estados Unidos;
- Teve a réplica de suas mãos na Plaza de las Estrellas de la Ciudad de México, 1996;
- Em 2001 foi declarada embaixadora por seu movimento contra o racismo e a discriminação pela ONU[16];
- Reconhecimento de sua marca de roupa íntima "Warner´s" por sua luta contra o câncer de mama, 2018.